# Selección femenina de baloncesto de Irlanda
La selección femenina de baloncesto de Irlanda es un equipo formado por jugadoras de nacionalidad irlandesa que representa a Irlanda en las competiciones internacionales organizadas por la Federación Internacional de Baloncesto (FIBA) o el Comité Olímpico Internacional (COI): los Juegos Olímpicos y Campeonato mundial de baloncesto especialmente.

## Resultados
Nunca se ha clasificado para una competición internacional.
- Datos: Q2407581